# Liste der griechischen Töpfer und Vasenmaler/E

## Namentlich bekannte Künstler
| Name                 | Wikidata | Profession  | Herkunft     | Stil     | Zeit                   | Bemerkung | Beispiel        |
| -------------------- | -------- | ----------- | ------------ | -------- | ---------------------- | --- | --------------- |
| Elkchateis           |          | Töpfer      | Griechenland |          |                        | fälschlich identifizierter Töpfer                                                                             |                 |
| Epiche               |          | Töpfer      | Böotien      | SF       | Mitte 6. Jh.           | |                 |
| Epiktetos            |          | Töpfermaler | Attika       | RF       | 520/490                | neben Oltos bedeutendster Schalenmaler der Pionierzeit                                                        |                 |
| Epiktetos II         |          | Vasenmaler  | Attika       | SF/RF    | 505/475                | siehe Kleophrades-Maler, möglicherweise mit dem Stiefel-Maler identisch                                       |                 |
| Epitimos             |          | Töpfermaler | Attika       | SF       | Mitte 6. Jh.           | Kleinmeister                                                                                                  |                 |
| Epopheles            |          | Töpfer      | Halai        | SF       | 6. Jh.                 | verbunden mit dem Vasenmaler Euphra…n                                                                         |                 |
| Erginos              |          | Töpfer      | Attika       | RF       | 430/400                | chronologisch letzte Doppelsignatur von Töpfer und Maler mit Aristophanes                                     |                 |
| Ergoteles            |          | Töpfer      | Attika       | SF       | Mitte 6. Jh.           | Kleinmeister                                                                                                  |                 |
| Ergotimos            |          | Töpfer      | Attika       | SF       | 570/60                 | Töpfer der Françoisvase, meist Zusammenarbeit mit Klitias                                                     |                 |
| xErixiane… x(x)tenas |          | Töpfer      | Etrurien     | SF       | Ende 7./ Anfang 6. Jh. | |                 |
| Euarchos             |          | Töpfer      | Attika       | SF       | Mitte 6. Jh.           | |                 |
| Eucheiros            |          | Töpfer      | Attika       | SF       | 560/45                 | Kleinmeister                                                                                                  |                 |
| Euemporos            |          | Vasenmaler  | Attika       | RF       | spätes 5. Jh.          | wohl identisch mit dem Mikion-Maler                                                                           |                 |
| Euergides            |          | Töpfer      | Attika       | SF       | 4/4 6. Jh.             | Namengebend für den Euergides-Maler                                                                           |                 |
| Eukles               |          | Vasenmaler  |              | SF       | unbestimmt             | Existenz ungeklärt, Signatur auf einer Vase möglicherweise keine                                              |                 |
| Euphamos             |          | Töpfer      | Attika       | RF       | um 500                 | |                 |
| Euphiletos           |          | Vasenmaler  | Attika       | SF       | Mitte 6. Jh.           | unklar, ob er Maler oder Stifter eines Pinax war                                                              |                 |
| Euphra…n             |          | Vasenmaler  | Halai        | SF       | 6. Jh.                 | verbunden mit dem Töpfer Epopheles                                                                            |                 |
| Euphronios           |          | Töpfermaler | Attika       | RF/SI/KR | etwa 535-470           | Teil der Pioniergruppe, einer der bedeutendsten Maler des rotfigurigen Stils                                  |                 |
| Euthamos             |          | Töpfer      | Attika       | RF       | um 500                 | Kopfgefäßtöpfer                                                                                               |                 |
| Euthymides           |          | Töpfermaler | Attika       | RF       | Ende 6./Anfang 5. Jh.  | Teil der Pioniergruppe, einer der bedeutendsten Maler des frühen rotfigurigen Stils                           |                 |
| Euxitheos            |          | Töpfer      | Attika       | RF       | 3/3 6. Jh.             | |                 |
| Exekias              |          | Töpfermaler | Attika       | SF       | 550/30                 | bedeutendster Vasenmaler des schwarzfigurigen Stils, als Töpfer Schöpfer oder Adapteuer mehrerer neuer Formen | Dionysos-Schale |

## Nicht namentlich bekannte Künstler (Notnamen)
| Name                            | Wikidata                         | Profession                       | Herkunft                         | Stil                             | Zeit                             | Bemerkung | Beispiel                         |
| ------------------------------- | -------------------------------- | -------------------------------- | -------------------------------- | -------------------------------- | -------------------------------- | --- | -------------------------------- |
| Eber-Maler                      | siehe unter Maler der Eberjagd   | siehe unter Maler der Eberjagd   | siehe unter Maler der Eberjagd   | siehe unter Maler der Eberjagd   | siehe unter Maler der Eberjagd   | siehe unter Maler der Eberjagd                                                                                       | siehe unter Maler der Eberjagd   |
| Maler der Eberjagd              |                                  | Vasenmaler                       | Korinth                          | SF                               | 1/4 6. Jh.                       | auch Eber-Maler |                                  |
| Ede-Maler                       |                                  | Vasenmaler                       | Attika                           | RF                               |                                  | |                                  |
| Edinburgh-Maler                 |                                  | Vasenmaler                       | Attika                           | SF/WG                            | Ende 6. Jh.                      | auch Edinburgher Maler, spezialisiert auf weißgrundige Lekythen; ein Teil seiner Werke gehören zur Punkt-Band-Klasse |                                  |
| Edinburgher Maler               | siehe unter Edinburgh-Maler      | siehe unter Edinburgh-Maler      | siehe unter Edinburgh-Maler      | siehe unter Edinburgh-Maler      | siehe unter Edinburgh-Maler      | siehe unter Edinburgh-Maler                                                                                          | siehe unter Edinburgh-Maler      |
| Maler der Edinburgher Oinochoe  |                                  | Vasenmaler                       | Attika                           | RF                               |                                  | |                                  |
| Efeu-Maler                      |                                  | Vasenmaler                       | Etrurien                         | SF                               | 3/3 6. Jh.                       | Hauptvertreter und Namensgeber der Efeu-Gruppe                                                                       |                                  |
| Efeublatt-Maler                 |                                  | Vasenmaler                       | Apulien/Kampanien                | RF                               | 2/2 4. Jh.                       | gehört zur CA-Gruppe                                                                                                 |                                  |
| Ekphantos-Maler                 |                                  | Vasenmaler                       | Korinth                          | PK                               | 3/4 7. Jh.                       | möglicherweise mit dem Chigi-Maler/Macmillan-Maler identisch                                                         |                                  |
| Maler von Elaious I             |                                  | Vasenmaler                       | Attika                           | SF                               |                                  | |                                  |
| Elbows Out                      |                                  | Vasenmaler                       | Attika                           | SF                               | 550/20                           | schwarzfiguriger Manierist und Kleinmeister, auch Elbows-Out oder Elbows-Out-Maler und Elbows-out-Maler              |                                  |
| Eleusis-Maler                   |                                  | Vasenmaler                       | Attika                           | RF/WG                            |                                  | |                                  |
| Maler von Eleusis 397           |                                  | Vasenmaler                       | Attika                           | SF                               |                                  | |                                  |
| Maler von Eleusis 767           |                                  | Vasenmaler                       | Attika                           | SF                               | 6. Jh                            | |                                  |
| Eleusinischer Maler             |                                  | Vasenmaler                       | Attika                           | RF                               |                                  | |                                  |
| Elpinikos-Maler                 |                                  | Vasenmaler                       | Attika                           | RF                               | 1/3 5. Jh.                       | möglicherweise mit Apollodoros identisch                                                                             |                                  |
| Elvehjem-Maler                  |                                  | Vasenmaler                       | Korinth                          | SF                               |                                  | |                                  |
| Empedokles-Maler                |                                  | Vasenmaler                       | Attika                           | SG                               | 3/3 8. Jh.                       | |                                  |
| Emporion-Maler                  |                                  | Vasenmaler                       | Attika                           | SF                               | 1/4 5. Jh.                       | |                                  |
| Enmann-Klasse                   |                                  | Vasenmaler                       | Nordionien                       | SF                               | Mitte 6. Jh.                     | |                                  |
| Enten-Maler                     |                                  | Vasenmaler                       | Korinth                          | SF                               |                                  | |                                  |
| Epeleios-Maler                  |                                  | Vasenmaler                       | Attika                           | RF                               | Ende 6. Jh.                      | |                                  |
| Epheben-Maler                   |                                  | Vasenmaler                       | Korinth                          | SF                               | 4/4 7. Jh.                       | |                                  |
| Epidromos-Maler                 |                                  | Vasenmaler                       | Attika                           | RF                               | Ende 6. Jh.                      | möglicherweise mit Apollodoros identisch                                                                             |                                  |
| Epignote-Maler                  |                                  | Vasenmaler                       | Attika                           | SF                               |                                  | |                                  |
| Epimedes-Maler                  |                                  | Vasenmaler                       | Attika                           | RF                               | 3/4 5. Jh.                       | gehört zur Polygnot-Gruppe                                                                                           |                                  |
| Epitimos-Maler                  |                                  | Vasenmaler                       | Attika                           | SF                               | Mitte 6. Jh.                     | benannt nach dem Töpfer Epitimos                                                                                     |                                  |
| Eptachord-Maler                 |                                  | Vasenmaler                       | Korinth                          | EK                               | 700–680                          | |                                  |
| Eratostasia-Maler               |                                  | Vasenmaler                       | Attika                           | KE                               |                                  | |                                  |
| Erbach-Maler                    |                                  | Vasenmaler                       | Attika                           | RF                               | Anfang 4. Jh.                    | |                                  |
| Eretria-Maler                   |                                  | Vasenmaler                       | Attika                           | RF/WG                            | 4/4 5. Jh.                       | gilt als bester Schalenmaler seiner Zeit                                                                             |                                  |
| Erichthonios-Maler              |                                  | Vasenmaler                       | Attika                           | RF                               |                                  | |                                  |
| Maler von Erlangen J230         |                                  | Vasenmaler                       | Attika                           | SF                               |                                  | |                                  |
| Erlenmeyer-Maler                |                                  | Vasenmaler                       | Korinth                          | SF                               | 1/4 6. Jh.                       | |                                  |
| Maler von Ermitage B 1896       |                                  | Vasenmaler                       | Attika                           | RF                               |                                  | |                                  |
| Maler des Komos in der Ermitage | siehe unter Ermitage-Komos-Maler | siehe unter Ermitage-Komos-Maler | siehe unter Ermitage-Komos-Maler | siehe unter Ermitage-Komos-Maler | siehe unter Ermitage-Komos-Maler | siehe unter Ermitage-Komos-Maler                                                                                     | siehe unter Ermitage-Komos-Maler |
| Eros-und-Hasen-Maler            |                                  | Vasenmaler                       | Kampanien                        | RF                               |                                  | |                                  |
| Erotostasia-Maler               |                                  | Vasenmaler                       | Attika                           | RF                               | 3/4 4. Jh.                       | |                                  |
| Errera-Maler                    |                                  | Vasenmaler                       | Kampanien                        | RF                               | 3/4 4. Jh.                       | |                                  |
| Erzgießerei-Maler               |                                  | Vasenmaler                       | Attika                           | RF/WG                            | 1/3 5. Jh.                       | englisch Foundry Painter                                                                                             |                                  |
| Ethiop-Maler                    | siehe unter Äthiopier-Maler      | siehe unter Äthiopier-Maler      | siehe unter Äthiopier-Maler      | siehe unter Äthiopier-Maler      | siehe unter Äthiopier-Maler      | siehe unter Äthiopier-Maler                                                                                          | siehe unter Äthiopier-Maler      |
| Eton-Nika-Maler                 |                                  | Vasenmaler                       | Apulien                          | RF                               | 380-360                          | möglicherweise Werkstattgenosse des Malers von Karlsruhe B 9                                                         |                                  |
| Euaichme-Maler                  |                                  | Vasenmaler                       | Attika                           | RF                               |                                  | |                                  |
| Euaion-Maler                    |                                  | Vasenmaler                       | Attika                           | RF                               | Mitte 5. Jh.                     | |                                  |
| Euaion-Töpfer                   |                                  | Töpfer                           | Attika                           | RF                               |                                  | |                                  |
| Eucharides-Maler                |                                  | Vasenmaler                       | Attika                           | SF/RF                            | 1/4 5. Jh.                       | erster rotfiguriger Vasenmaler, der Panathenäische Preisamphoren bemalte                                             |                                  |
| Eucheiros-Maler                 |                                  | Maler                            | Attika                           | SF                               | 560/45                           | bemalte die Schalen des Töpfers Eucheiros                                                                            |                                  |
| Euergides-Maler                 |                                  | Vasenmaler                       | Attika                           | RF                               | Ende 6. Jh.                      | nach dem Töpfer Euergides benannt; um den Maler wurde ein gruppenähnlicher Umkreis des Euergides-Malers definiert    |                                  |
| Maler der Eule in Havanna       |                                  | Vasenmaler                       | Attika                           | SF                               | Ende 6. Jh.                      | englisch Painter of the Havana Owl                                                                                   |                                  |
| Eumeniden-Maler                 |                                  | Vasenmaler                       | Apulien                          | RF                               | 385-360                          | namensgebendes Mitglied der Eumeniden-Gruppe; englisch Eumenides Painter                                             |                                  |
| Euphiletos-Maler                |                                  | Vasenmaler                       | Attika                           | SF                               | 3/3 6. Jh.                       | |                                  |
| Euphiletos-Töpfer               |                                  | Töpfer                           | Attika                           | SF                               | 3/3 6. Jh.                       | |                                  |
| Eupolis-Maler                   |                                  | Vasenmaler                       | Attika                           | RF                               | Mitte 5. Jh.                     | |                                  |
| Europa-Maler                    |                                  | Vasenmaler                       | Attika                           | RF                               |                                  | |                                  |
| Eurytios-Maler                  |                                  | Vasenmaler                       | Korinth                          | SF/PO                            | um 600                           | |                                  |
| Evelyn-Maler                    |                                  | Vasenmaler                       | Korinth                          | PK                               | Ende 8. Jh.                      | |                                  |

## Gruppen
| Name                         | Wikidata                | Profession              | Herkunft                | Stil                    | Zeit                    | Bemerkung | Beispiel                |
| ---------------------------- | ----------------------- | ----------------------- | ----------------------- | ----------------------- | ----------------------- | --- | ----------------------- |
| Gruppe E                     |                         | Vasenmaler              | Attika                  | SF                      | 560/40                  | auch E-Gruppe; benannt nach Exekias, zur Gruppe gehörten unter anderem Maler von Kassel T 674                                                                          |                         |
| Gruppe des eckigen Rehes     |                         | Vasenmaler              | Korinth                 | SF                      | um 600                  | |                         |
| Efeu-Gruppe                  |                         | Vasenmaler              | Etrurien (Vulci?)       | SF                      | 3/4 6. Jh.              | auch Efeublatt-Gruppe; Hauptvertreter ist der Efeu-Maler |                         |
| Efeublatt-Gruppe             | siehe unter Efeu-Gruppe | siehe unter Efeu-Gruppe | siehe unter Efeu-Gruppe | siehe unter Efeu-Gruppe | siehe unter Efeu-Gruppe | siehe unter Efeu-Gruppe | siehe unter Efeu-Gruppe |
| Egnazia-Gruppe               |                         | Vasenmaler              | Apulien                 | RF                      | 345-310                 | |                         |
| Einfache Gruppe              |                         | Vasenmaler              | Kreta                   | HA                      | 3. Jh.                  | |                         |
| Erasten-Gruppe               |                         | Sarkophagmaler          | Klazomenai              | KS                      | um 500                  | |                         |
| Eremitage-Gruppe             |                         | Vasenmaler              | Etrurien                | EK                      | 2/3 6. Jh.              | gehört zur Gruppe der antithetischen Hahnenpaare |                         |
| Erste Umrissgruppe           |                         | Vasenmaler              | Korinth                 | PK                      | Ende 8. Jh.             | |                         |
| Essener Gruppe               |                         | Vasenmaler              | Attika                  | SF                      | Anfang 5. Jh.           | auch Essen-Gruppe |                         |
| Umkreis des Euergides-Malers |                         | Vasenmaler              | Attika                  | RF                      | Ende 6. Jh.             | um den Euergides-Maler definierte Gruppe von Vasenmalern |                         |
| Gruppe der Eule in Triest    |                         | Vasenmaler              | Apulien                 | RF                      |                         | |                         |
| Eumeniden-Gruppe             |                         | Vasenmaler              | Apulien                 | RF                      | 385-360                 | benannt nach dem Eumeniden-Maler, weitere Mitglieder waren der McDaniel-Maler, der Maler von Bologna 501, der Perseus und Athena-Maler sowie der Maler von Reggio 7001 |                         |
| Euphorbos-Gruppe             |                         | Vasenmaler              | Ostgriechenland         | OR                      | 625-600                 | |                         |
| Europa-Gruppe                |                         | Vasenmaler              | Attika                  | RF                      |                         | |                         |
| Exeter-Gruppe                |                         | Vasenmaler              | Sizilien                | RF                      | 320-310                 | gehört zur Borelli-Gruppe |                         |

## Klassen
| Name                               | Wikidata | Profession | Herkunft   | Stil     | Zeit        | Bemerkung                                                                         | Beispiel |
| ---------------------------------- | -------- | ---------- | ---------- | -------- | ----------- | --------------------------------------------------------------------------------- | -------- |
| Klasse E                           |          | Töpfer     | Attika     | RF/PL    |             | Töpfer von plastischen Vasen                                                      |          |
| E-Bis-Klasse                       |          | Töpfer     | Attika     | SF/RF/PL |             | Töpfer von plastischen Vasen                                                      |          |
| Klasse der einhenkeligen Kantharoi |          | Töpfer     | Attika     | SF       | Ende 6. Jh. | Töpfer von Kantharoi                                                              |          |
| Enmann-Klasse                      |          | Vasenmaler | Klazomenai | SF       | 3/4 6. Jh.  |                                                                                   |          |
| Epilykos-Klasse                    |          | Vasenmaler | Attika     | RF       | 4/4 6. Jh.  | zur Epilykos-Klasse gehören unter anderem Skythes, der Pedieus-Maler und Phintias |          |
| Erste Klasse der Augenschalen      |          | Töpfer     | Attika     | BI       |             |                                                                                   |          |
| Eukleo-Klasse                      |          | Töpfer     | Attika     | SF       |             | Teil war der C-Töpfer                                                             |          |
| Klasse der Eulenskyphoi            |          | Vasenmaler | Attika     | RF       |             |                                                                                   |          |

## Werkstätten
| Name               | Wikidata | Profession  | Herkunft | Stil | Zeit | Bemerkung | Beispiel |
| ------------------ | -------- | ----------- | -------- | ---- | ---- | --------- | -------- |
| Eridanos-Werkstatt |          | Töpfermaler | Attika   | SF   |      |           |          |